# 猫儿山小鲵
猫儿山小鲵（学名：Hynobius maoershanensis）一种分布于中华人民共和国广西壮族自治区北部猫儿山及全州天湖等地的两栖动物，隶属于小鲵科小鲵属。

## 形态特征
猫儿山小鲵体长约130～160毫米，重500～1000克。背部黑色，有时随环境变成土黄色，无产卵器官囟门。头部较大，略扁，近呈三角形。卵袋弧形。

## 分布
本种分布范围狭窄，最初仅发现于广西猫儿山国家级自然保护区海拔1900米以上的高山沼泽地带。野外种群数量保持在1500～1600只。2022年在广西桂林市全州天湖国家湿地公园采集到的小鲵标本，经鉴定为猫儿山小鲵，是继2006年于猫儿山保护区首次发现后的第2处分布新纪录。